# 切图马尔
切图马尔(Chactemàal /tɕʰaktʰe̞mɐː˨˩l/ ,在现代玛雅语中意为 "红木之地")，墨西哥东南部金塔纳罗奥州城市，位于尤卡坦半岛之上，为该州首府。总人口151,243。
切图马尔是一個成長中的小城市，有國際機場、馬雅文化的博物館、以及動物園。切图马尔的經濟受到地理位置的影響。切图马尔距離貝里斯很近，貝里斯Corozal的免稅區吸引許多人到切图马尔，也為切图马尔的商人提供了市場。